# Esteban Indaco
Esteban Indaco fue un futbolista argentino. Se desempeñó como delantero en Rosario Central, donde compartió equipo con su hermano Luis.

## Carrera
Se desempeñaba como puntero izquierdo; en Rosario Central disputó 53 encuentros y marcó 3 goles en cuatro temporadas, coronándose campeón dos veces en la Copa Nicasio Vila (1927 y 1928). 
Disputó el primer encuentro de Rosario Central en su estadio de Arroyito, cuando el canalla derrotó a Newell's 4-2 el 14 de noviembre de 1926.
También fue asiduo integrante del Seleccionado Rosarino.

## Clubes
| Club            | País      | Año       |
| --------------- | --------- | --------- |
| Rosario Central | Argentina | 1925-1928 |

## Palmarés

### Torneos regionales oficiales
| Equipo          | País      | Título            | Año  |
| --------------- | --------- | ----------------- | ---- |
| Rosario Central | Argentina | Copa Nicasio Vila | 1927 |
| Rosario Central | Argentina | Copa Nicasio Vila | 1928 |